# Kistokaj
Kistokaj este un sat în districtul Miskolc, județul Borsod-Abaúj-Zemplén, Ungaria, având o populație de 2.091 de locuitori (2011). 

## Demografie
Componența etnică a satului Kistokaj
     Maghiari (97,34%)
     Necunoscut (0,51%)
     Alții (2,15%)
Componența confesională a satului Kistokaj
     Romano-catolici (23,72%)
     Reformați (22,72%)
     Fără religie (12,2%)
     Greco-catolici (4,73%)
     Necunoscută (35,29%)
     Alte religii (4,35%)
Conform recensământului din 2011, satul Kistokaj avea 2.091 de locuitori. Din punct de vedere etnic, majoritatea locuitorilor (97,34%) erau maghiari. Apartenența etnică nu este cunoscută în cazul a 0,51% din locuitori. Nu există o religie majoritară, locuitorii fiind romano-catolici (23,72%), reformați (22,72%), persoane fără religie (12,2%) și greco-catolici (4,73%). Pentru 35,29% din locuitori nu este cunoscută apartenența confesională.